# Andrew Cunningham
Andrew Browne Cunningham, 1º Visconde Cunningham de Hyndhope KT GCB OM DSO (Dublin, 7 de janeiro de 1883 — Londres, 12 de junho de 1963) foi almirante-de-esquadra da Marinha Real Britânica na Segunda Guerra Mundial.
Andrew comandou um destróier na Primeira Guerra Mundial e foi condecorado com a Ordem de Serviços Distintos pelas suas contribuições nas campanhas de Dardanelos e do Báltico. Também liderou as forças navais britânicas em várias vitórias importantes como comandante-em-chefe da Frota do Mediterrâneo na Segunda Guerra Mundial.

## Carreira Militar
Pôs os pés em um navio em 1897, com pouco mais de 14 anos, de origem humilde, seu pai era professor de anatomia no Trinity College em Londres e a família vivia na Irlanda. Seu pai através de contatos conseguiu uma oportunidade de ingressá-lo na Marinha Real.
Passaria por muitos navios, como guarda-marinha no cruzador Doris, participou da campanha sul-africana e foi protagonista do desembarque em Capetown, com a famosa Brigada Naval.
Na Primeira Guerra Mundial, comandava o contra-torpedeiro "Scorpion", quando foi chamado para proteger as ações desembarque, limpando o estreito dos obstáculos de minas e protegendo as ações de desembarque na Batalha de Galipolli.
Entre 1918 e 1919, Cunningham esteve no comando dos contratorpedeiros que constituíam a Dover Patrol. Tomou parte no bloqueio de Zeebrugge, entrando no mar Báltico, por esta ação foi reconhecido com a condecoração Cruz de Guerra Belga.

## Batalha de Creta (Maio de 1941)
Na manhã de 20 de maio de 1941, a Alemanha Nazista lançou uma invasão aérea sobre a ilha de Creta, sob o nome código Operação Mercúrio. Apesar das enormes baixas, o  aeródromo de Maleme caiu em poder dos alemães e que permitiria uma base avançada para atacar as forças aliadas.
Após uma semana de intensos combates, os comandantes britânicos decidiram que a situação era desesperadora e ordenou a retirada de Sfakiá. Durante as quatro noites seguintes, 16 000 soldados foram evacuados para o Egito por navios (incluindo HMS Ajax, e uma série de navios menores. Sem cobertura aérea, os navios da frota de Cunningham sofreram pesadas perdas. Perderam-se três cruzadores, seis destróiers e quinze dos navios importantes formam danificados. Durante o esforço da retirada, Cunningham, pronunciou a célebre frase, que ficaria famosa na Marinha Britânica:
"Leva-se três anos para construir um navio, e três séculos para construir uma tradição"
Depois da rendição da Itália, tornou-se Primeiro Lord do Almirantado. Como tal, recebeu a missão de eliminar, juntamente com os americanos os remanescentes da frota nazista e desencadear os últimos ataques ao Japão. Foi sua última operação de guerra, mas conduzida de tal forma que ao final da ação, o Rei George VI conferiu-lhe a Ordem do Cardo e nomeou-o Baronete.